# Rejon wiengierowski
Rejon wiengierowski (ros. Венгеровский район) – rejon w Rosji, w południowo-zachodniej Syberii, w obwodzie nowosybirskim. Rejon leży w zachodniej części obwodu, zajmuje obszar 6 383 km², a zamieszkuje w nim ok. 22,3 tys. osób (2006 r.).